# Lieferantenpark
Unter einem Lieferantenpark wird ein Industriepark oder Gewerbepark verstanden, der als abnehmernahe Gewerbefläche samt Gebäuden und Infrastruktur organisiert ist, die durch eine ganzheitliche strategische Planung entstanden ist und von einem oder mehreren Lieferanten oder Zulieferern bewirtschaftet wird.
Sie dient der gemeinschaftlichen Nutzung mehrerer Modul- beziehungsweise Systemlieferanten derselben Branche sowie eingebundenen Logistik- und Servicedienstleistern. Diese führen in der Regel für einen Abnehmer, oftmals unter der Nutzung von Synergieeffekten, spezifische Unterstützungs-, Logistik-, Prüf-, Vor- und Endmontagetätigkeiten durch.
Lieferantenparkkonzepte haben ihren Ursprung in der Automobilindustrie. 
Beispiele sind unter anderem:
- Ford Supplier Parks in Köln, Saarlouis, Genk und Valencia
- Audi Güterverkehrszentrum (GVZ) Ingolstadt
- Daimler Lieferantenpark Rastatt
- Volkswagen Lieferantenpark Bratislava